# سیمونه مورو

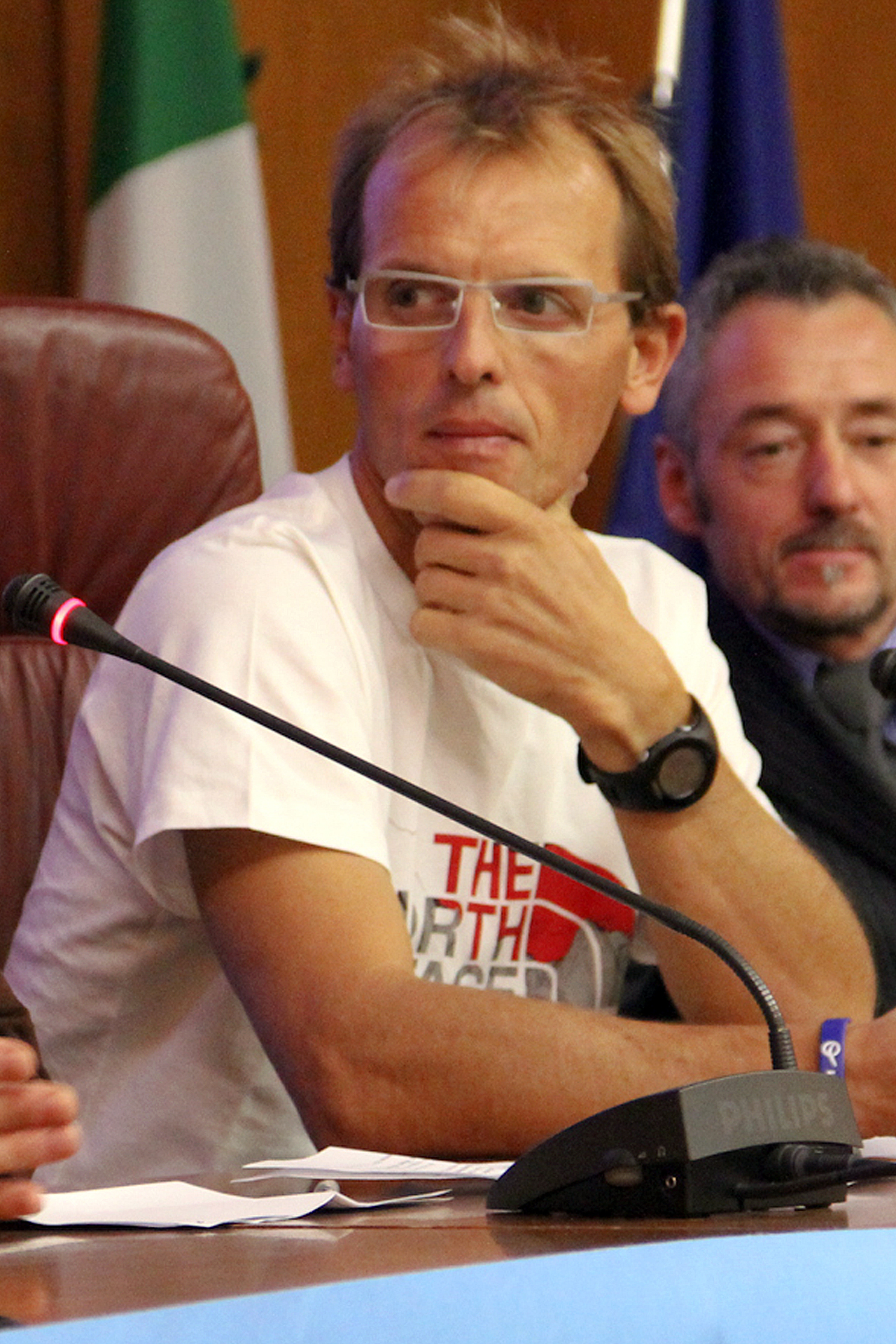

سیمونه مورو (متولد ۲۷ اکتبر ۱۹۶۷) کوهنوردی ایتالیایی است. او برای ثبت اولین صعودهای زمستانی به چهار قله از هشت‌هزار متری‌ها مشهور است: شیشاپانگما در سال ۲۰۰۵، ماکالو در ۲۰۰۹ ، گاشربروم ۲ در سال ۲۰۱۱ و نانگاپاربات در سال ۲۰۱۶ .
مورو همین‌طور خلبانی باتجربه است. در سال ۲۰۱۳ او و دو متخصص امداد و نجات دیگر، رکورد بلندترین عملیات نجات با بالگرد را بر روی کوه لهوتسه و در ارتفاع ۷۸۰۰ متری، شکستند.

## دوره ابتدایی زندگی
او در برگاموی (ایتالیا) و در خانواده‌ای متوسط به دنیا آمد. او در دهکده والتس که در نزدیکی بخش ایتالیایی آلپ قرار دارد (آلپ برگامو)، بزرگ شد و از حمایت بی‌حد پدرش در علاقه‌مندی به کوهستان، برخوردار بود. پدرش کوهنورد و دوچرخه‌سواری حرفه‌ای بود و محیطی پرجنب و جوش و بین‌المللی پیرامونش ایجاد کرده بود. او از ۱۳ سالگی صعود به قله پرسولانا در آلپ برگامو را آغاز کرد و همزمان، تحصیلش را تا دریافت مدرک دانشگاهی، ادامه داد.

## حرفه کوهنوردی
سیمونه مورو فعالیت‌های کوهنوردی‌اش را از کوه‌های نزدیک محل زندگی‌اش و کوه‌های دولومیت آغاز کرد. اولین مربی‌اش پدرش بود و سپس از راهنمایی‌های آلبرتو کوسونی و برونو تاسی استفاده کرد. در این دوره او روی صخره‌نوردی متمرکز بود؛ فعالیتی که هیچ‌گاه ترک نکرده‌است. در ۱۹۹۲ در اولین صعود هیمالیایی‌اش به کوه اورست (۸۸۴۸ متر) شرکت کرد. یک سال بعد، مورو  آکونکاگوا (۶۹۶۲ متر) که بلندترین قله آمریکای جنوبی و یکی از هفت قله است صعود کرد و اولین صعود زمستانی این قله را ثبت کرد. او در ادامه فعالیت حرفه‌ای‌اش قله‌های بسیاری از جمله سِرو میرادور و ماکالو (۸۴۸۵ متر) در ۱۹۹۳، شیشاپانگما (۸۰۲۷ متر) و لهوتسه (۸۵۱۶ متر) در ۱۹۹۴ و کانگچنجونگا (۸۵۸۶ متر) در سال ۱۹۹۵ را صعود کرد. 
در ۱۹۹۶ مورو در عرض ۲۵ ساعت دیواره غربی کوه فیتز روی (۳۴۰۵ متر در پاتاگونیا) را صعود کرد و فرود آمد؛ دیواره‌ای که در میان صخره‌نوردان، فنی‌ترین دیواره در جهان است. در همان سال، او شیشاپانگما را بدون اکسیژن و در مدت ۲۷ ساعت صعود کرد و از ارتفاع ۷۱۰۰ متری با اسکی پایین آمد. در ۱۹۹۷، از لهوتسه صعود کرد . در زمستان همان سال، جبهه جنوبی آناپورنا (۸۰۹۱ متر) را آزمود. در همین صعود بود که همراهان کوهنوردش، آناتولی بوکریف و دیمیتری سوبولف در سقوط بهمن مفقود شدند. 
او در سال ۱۹۹۸ دوباره اورست را صعود کرد و چهار قله قله ابن سینا یا لنین (۷۱۳۴ متر)، کورژنوسکایا (۷۱۰۵ متر)، قله اسماعیل سامانی (۷۴۹۵ متر، این قله پیشتر کمونیسم نام داشت) و خان تنگری (۷۰۱۰ متر) را همراه با راهنمای جوان قزاقستانی دنیس اروبکو صعود کرد. او سپس همراه با دنیس در سال ۲۰۰۰  اورست را صعود کرد و در زمستان ۲۰۰۱ ماربل وال را فتح کرد.
او در سال ۲۰۰۲ سه صعود انجام داد: توده وینسون (۴۸۹۲ متر، واقع در قطب جنوب و یکی از هفت قله)، چو ایو (۸۲۰۱ متر) و اورست. در سال ۲۰۰۳ نیز سه قله را صعود کرد؛ قله‌های برود پیک (۸۰۵۱ متر)، البروس (۵۶۴۲ متر) و کلیمانجارو (۵۸۹۵ متر). در سال ۲۰۰۴ قله‌های بارونتسه (۷۱۲۹ متر) از مسیری تازه و شیشاپانگما و آناپورنا را صعود کرد . باروتا و باتوکشی را در ۲۰۰۵ فتح کرد و برود پیک را در زمستان ۲۰۰۶ و ۲۰۰۷.
او در سال ۲۰۰۵ اولین صعود زمستانی قله شیشاپانگما را به همراه پیوتر موراوسکی ثبت کرد. در ۲۰۰۶ با استفاده از تراورس شمالی- جنوبی انفرادی در مدت ۵ ساعت از اورست پایین آمد. در ۲۰۰۸ اولین صعود تاریخ از بکاباراکای‌چوک (۶۹۵۰) در قارقروم را انجام داد. این صعود به روش آلپی یا روش سبکبار و در زمان ۴۳ ساعت انجام شد (صعود و پایین آمدن). 
در ژانویه ۲۰۰۹ او اولین صعود زمستانی قله ماکالو را به همراه دنیس اوروبکو به اتمام رساند. 
او در فوریه ۲۰۱۱ اولین صعود زمستانی گاشربروم ۲ را با همنوردی دنیس اوروبکو و کوری ریچاردز انجام داد. در آوریل ۲۰۱۳ در یک درگیری با گروهی از شرپاها در اورست شرکت داشت در حالی که خبرش به سراسر جهان مخابره می‌شد. این درگیری ظاهراً هنگام تراورس و بریدن طناب‌ها به وجود آمده بود.

## عملیات نجات در هیمالیای نپال
در ماه مه ۲۰۰۱ در حالی که تلاش می‌کرد بین اورست و لهوتسه تراورس کند، روی دیوار لهوتسه و در ارتفاع ۸۰۰۰ متری، صعود خود را نیمه تمام گذاشت تا به عملیات نجات کوهنوردی به نام تام مورز بپردازد. برای این‌کار جایزه بازی جوانمردانه یونسکو به نام پیر د کوبرتین را دریافت کرد. همین‌طور مدال طلای شهروندی را از دست رییس‌جمهور ایتالیا کارلو آدزلیو چیامپی و جایزه یادبود دیوید آ سولز را از انجمن آلپ آمریکا دریافت کرد.
او در ۲۰۰۹ یک بالگرد با هزینه شخصی تهیه کرد تا در نپال و برای عملیات امداد و نجات مورد استفاده قرار گیرد. در چندین مورد او خود خلبانی بالگرد را به عهده گرفته تا کوهنوردان، شرپاها، راهپیمایان و مردمی را که در مناطق دورافتاده زندگی می‌کنند، نجات دهد.

## کارهای خیریه
در سال ۲۰۰۳، طرح و تأمین مالی مدرسه‌ای برای ۳۹۶ نفر از کودکان شرپاها را در روستایی در نپال به انجام رساند. هدف این پروژه که با همکاری بنیادی ایتالیایی انجام شده، جلوگیری از ترک تحصیل این کودکان اعلام شد. مدرسه در سال ۲۰۰۵ افتتاح شد. این مدرسه در ارتفاع هزارمتری روستایی واقع شده که از اولین جاده سه ساعت فاصله دارد.
او همین‌طور در نزدیکی کمپ اصلی نانگا پاربات، در تأمین مالی و ساخت ساختمان سنگی کوچکی برای چوپانان منطقه و همین‌طور بیمارستان کوچکی در روستای سِر، شرکت داشت. او همین‌طور ماموریت‌های نجات رایگان در منطقه انجام می‌دهد.

## هشت‌هزار متری‌هایی که او بر آن‌ها ایستاده
- ۱۹۹۶ - شیشاپانگما
- ۱۹۹۷ - لهوتسه
- ۲۰۰۲ - چو ایو
- ۲۰۰۳ - برود پیک
- ۲۰۰۵ - شیشاپانگما، اولین صعود زمستانی
- ۲۰۰۹ - ماکالو، اولین صعود زمستانی
- ۲۰۰۰، ۲۰۰۲، ۲۰۰۶ و ۲۰۱۰ - اورست
- ۲۰۱۱ - گاشربروم ۲، اولین صعود زمستانی
- ۲۰۱۶ - نانگاپاربات٬ اولین صعود زمستانی